# Olga Walerjewna Danilowa
Olga Walerjewna Danilowa (russisch Ольга Валерьевна Данилова; * 6. Oktober 1970 in Bugulma) ist eine ehemalige russische Skilangläuferin.

## Werdegang
Als Nachwuchsläuferin gewann Danilowa bei den Juniorenweltmeisterschaften 1989 im norwegischen Vang gemeinsam mit Inessa Jarkowa, Natalja Sajewa und Jelena Grenros Gold mit der sowjetischen 4-mal-5-Kilometer-Staffel und außerdem im Einzelrennen über 5 Kilometer die Bronzemedaille. Im Folgejahr konnte sie bei den Juniorenweltmeisterschaften 1990 im französischen Les Saisies eine Gold- und eine Bronzemedaille im Einzel gewinnen und wurde der sowjetischen Mannschaft erneut Weltmeisterin im Staffelwettbewerb, diesmal gemeinsam mit Olga Kosmatschewa, Irina Pridannikowa und Walentina Smirnowa. Bei den Olympischen Winterspielen 1998 in Nagano gewann sie drei Medaillen: Gold im 15-km-Lauf und mit der Staffel sowie Silber im Verfolgungsrennen. Weitere vier Goldmedaillen gewann sie bei Weltmeisterschaften mit der russischen Staffel, hinzu kommen vier Silber- und drei Bronzemedaillen in Einzelrennen.
Danilowa gewann bei den Olympischen Winterspielen 2002 in Salt Lake City die Goldmedaille im Verfolgungsrennen und die Silbermedaille über 10 km. Allerdings konnte in der Dopingkontrolle bei ihr die Verwendung von Darbepoetin nachgewiesen werden. Nach einer Verurteilung durch den Internationalen Sportgerichtshof im Dezember 2003 wurden ihr die Medaillen im Februar 2004 durch das IOC aberkannt. Aufgrund dieser Vorfälle war sie 2002 mit einer zweijährigen Wettkampfsperre bestraft worden, nach deren Ende sie nicht wieder zu Rennen antrat.

## Erfolge

### Olympische Winterspiele
- 1998 in Nagano: Gold über 15 km, Gold mit der Staffel, Silber im Verfolgungsrennen

### Weltmeisterschaften
- 1995 in Thunder Bay: Gold mit der Staffel, Bronze im Verfolgungsrennen
- 1997 in Trondheim: Gold mit der Staffel, Bronze über 5 km
- 1999 in Ramsau: Gold mit der Staffel, Silber über 5 km, Silber über 30 km
- 2001 in Lahti: Gold mit der Staffel, Silber über 10 km, Silber 15 km, Bronze im Verfolgungsrennen

### Weltcupsiege im Einzel
| Nr. | Datum             | Ort           | Disziplin       |
| --- | ----------------- | ------------- | --------------- |
| 1.  | 19. Dezember 1998 | Davos         | 15 km klassisch |
| 2.  | 18. Dezember 1999 | Davos         | 15 km klassisch |
| 3.  | 11. März 2000     | Oslo          | 30 km klassisch |
| 4   | 5. Januar 2002    | Val di Fiemme | 10 km Skiathlon |

### Weltcup-Gesamtplatzierungen
| Saison    | Gesamt | Gesamt | Langdistanz | Langdistanz | Sprint | Sprint |
| Saison    | Punkte | Platz  | Punkte      | Platz       | Punkte | Platz  |
| --------- | ------ | ------ | ----------- | ----------- | ------ | ------ |
| 1990/91   | 19     | 21.    | –           | –           | –      | -      |
| 1991/92   | 15     | 22.    | –           | –           | –      | -      |
| 1992/93   | 148    | 20.    | –           | –           | –      | -      |
| 1993/94   | 194    | 15.    | –           | –           | –      | -      |
| 1994/95   | 547    | 4.     | –           | –           | –      | -      |
| 1995/96   | –      | –      | –           | –           | –      | -      |
| 1996/97   | 414    | 5.     | 162         | 5.          | 142    | 8.     |
| 1997/98   | 363    | 7.     | 164         | 4.          | 199    | 10.    |
| 1998/99   | 507    | 8.     | 240         | 5.          | 227    | 11.    |
| 1999/2000 | 880    | 4.     | 256 486     | 3. 5. 1     | 138    | 7.     |
| 2000/01   | 502    | 7.     | –           | –           | 18     | 49.    |
| 2001/02   | 488    | 7.     | –           | –           | –      | -      |